# Păcioiu, Argeș
Păcioiu este un sat în comuna Coșești din județul Argeș, Muntenia, România.